# Tortricinae
Tortricinae (лат.) — подсемейство бабочек из семейства листовёрток (Tortricidae).

## Описание
Передние крылья у 80 % видов жёлтого, буровато-жёлтого или красновато-жёлтого цвета. Если имеются одна или две светлые полосы, или перевязи, или линии в средней части крыльев, то пересекают его косо, реже поперечно, но не преломляясь на продольной оси; над торнальным углом нет металлически блестящих линий или скобок «зеркальца» (исключая Ptycholoma); на середине заднего края передних крыльев обычно нет светлого дорсального пятна.
На верхней стороне задних крыльев ствол Cu без гребешка волосовидных щетинок, а в редких случаях, когда такой гребешок имеется (Sparganothini), в гениталиях самца гнатос образован двумя свободно висящими ветвями соций. Основание вальвы без углубления, называемого базальной ямкой. Эдеагус с базальным выростом (отсутствует у Minutagyrotoza). Верхние базальные углы вальв на заднем эдеагусе связаны непрерывным склеротизированным, лентовидным склеритом — транстиллой (прерывна у Clepsis). В гениталиях самки передние апофизы (апофизы седьмого сегмента) соединены с остальными склеритами склеротизированными тяжами.

## Классификация
Семейство листовёрток включает более 750 родов и 6300 видов, большая часть которых относится к номинативному подсемейству Tortricinae.

#### Archipini Pierce & Metcalfe, 1922
- Рода: Abrepagoge — Acropolitis — Adoxophyes — Allodemis — Ancyroclepsis — Aneuxanthis — Anisotenes — Anthophrys — Antiphrastis — Aphelia — Aphthonocosma — Archepandemis — Archidemis — Archips — Argyrotaenia — Aristocosma — Arizelana — Ascerodes — Asteriognatha — Atelodora — Authomaema — Avaria — Balioxena — Battalia — Borboniella — Borneogena — Bradleyella — Cacoecimorpha — Callibryastis — Carphomigma — Catamacta — Ceramea — Chionothremma — Chiraps — Chirapsina — Choanograptis — Choristoneura — Clepsis — Cornusaccula — Cryptoptila — Ctenopseustis — Cudonigera — Daemilus — Dentisociaria — Diactora — Dicellitis — Dichelia — Dichelopa — Diplocalyptis — Droceta — Dynatocephala — Ecclitica — Egogepa — Electraglaia — Epalxiphora — Epichorista — Epichoristodes — Epiphyas — Geogepa — Gnorismoneura — Goniotorna — Harmologa — Hectaphelia — Heterochorista — Hiceteria — Homona — Homonopsis — Idolatteria — Isochorista — Isodemis — Isotenes — Leontochroma — Leptochroptila — Lozotaenia — Lozotaeniodes — Lumaria — Meridemis — Merophyas — Mesocalyptis — Neocalyptis — Nuritamburia — Orilesa — Panaphelix — Pandemis — Paradichelia — Paramesiodes — Peteliacma — Phlebozemia — Planostocha — Platyhomonopsis — Platysemaphora — Procalyptis — Procrica — Pternozyga — Ptycholoma — Ptycholomoides — Pyrgotis — Scotiophyes — Snodgrassia — Sychnovalva — Syndemis — Synochoneura — Terricula — Terthreutis — Thrincophora — Tosirips — Tremophora — Worcesteria — Xenothictis — Zacorisca

#### Atteriini Busck, 1932
- Anacrusis — Archipimima — Holoptygma — Sisurcana — Tinacrucis

#### Ceracini Cotes and Swinhoe, 1889
- Bathypluta — Cerace — Eurydoxa — Pentacitrotus

#### Cnephasiini Stainton, [1858] (Cnephasidae)
- Amphicoecia — Archicnephasia — Arotrophora — Cnephasia — Decodes — Doloploca — Eana — Exapate — Neosphaleroptera — Oporopsamma — Oxypteron — Paranepsia — Propiromorpha — Sphaleroptera — Synochoneura — Tortricodes — Xerocnephasia

#### Cochylini Guene, 1845
- Acarolella — Actihema — Aethes — Aethesoides — Agapeta — Amallectis — Aphalonia — Aprepodoxa — Banhadoa — Belemgena — Caraccochylis — Carolella — Cartagogena — Ceratoxanthis — Chloanohieris — Cochylidia — Cochylidichnium — Cochylimorpha — Cochylis — Combosclera — Commophila — Coristaca — Cryptocochylis — Deltophalonia — Diceratura — Dinophalia — Empedcochylis — Enallcochylis — Eugnosta — Eupoecilia — Falseuncaria — Fulvoclysia — Geitocochylis — Gryposcleroma — Gynnidomorpha — Henricus — Hypostromatia — Hysterophora — Imashpania — Juxtolena — Lasiothyris — Lincicochylis — Lorita — Macasinia — Maricaona — Marylinka — Mielkeana — Mimcochylis — Mimeugnosta — Monoceratuncus — Mourecochylis — Oligobalia — Parirazona — Perlorita — Phalonidia — Phaniola — Phtheochroa — Phtheochroides — Planaltinella — Platphalonidia — Plesiocochylis — Prochlidonia — Prohysterophora — Revertuncaria — Rigidsociaria — Rolandylis — Rudenia — Saphenista — Spinipogon — Tambomachaya — Tenoa — Thyraylia — Thysanphalonia — Trachybyrsis — Velhoania — Vermilphalonia

#### Epitymbiini Common, 1958
- Asthenoptycha — Capnoptycha — Cleptacaca — Pandurista — Polydrachma

#### Euliini Kuznetsov & Stekolnikov, 1977
- Abancaya — Accuminulia — Acmanthina — Acroplectis — Albadea — Anopina — Anopinella — Apolychrosis — Apotomops — Argentulia — Atepa — Badiaria — Belemclepsis — Bicavernaria — Bidorpitia — Bolbia — Bonagota — Brazeulia — Chamelania — Chapoania — Characovalva — Chicotortrix — Chileulia — Chinchipena — Chrysoxena — Cincorunia — Circapina — Clarkenia — Clarkeulia — Colosyta — Corneulia — Coryssovalva — Crocotania — Cuproxena — Cylichneulia — Deltinea — Deltobathra — Dimorphopalpa — Ditrifa — Dogolion — Dorithia — Ecnomiomorpha — Eliachna — Eriotortrix — Eristparcula — Ernocornutia — Ernocornutina — Eubetia — Eulia — Euryeulia — Ewunia — Exoletuncus — Furcinetechma — Galomecalpa — Gauruncus — Gnatheulia — Gorytvesica — Gravitcornutia — Guarandita — Haemateulia — Hasteulia — Helicteulia — Hynhamia — Hyptiharpa — Icteralaria — Imelcana — Inape — Intritenda — Joaquima — Lanacerta — Limeulia — Lobogenesis — Lydontopa — Marcelina — Meridagena — Meridulia — Mexiculia — Meyathorybia — Moneulia — Monimosocia — Monochamia — Moronanita — Moronata — Neoeulia — Neomarkia — Nesochoris — Netechma — Netechmodes — Nunimeus — Odonthalitus — Oregocerata — Ortognathosia — Oryguncus — Ozotuncus — Palusita — Paramonochamia — Parmulia — Paraneulia — Paraptila — Parexoletuncus — Pelzia — Pinhaisania — Placabis — Popayanita — Proathorybia — Proeulia — Psedaleulia — Pseudapina — Pseudargyrotoza — Pseudomeritastis — Psiathovalva — Ptoseulia — Ptychocroca — Ptyongnathosia — Punctapinella — Punoa — Pycnocornuta — Quasieulia — Ramaperta — Ranapa — Razowskiina — Rebinea — Recintona — Rhythmologa — Romanaria — Rubroxena — Runtunia — Saetosacculina — Sagittranstilla — Saopaulista — Searenia — Seticosta — Simanica — Sinxema — Strophotina — Subrebinea — Subterinebrica — Tapinodoxa — Telurips — Terinebrica — Thalleulia — Thoridia — Toreulia — Tossea — Transtillaspis — Tylopeza — Uelia — Ulvipinara — Uncicida — Varifula — Vulpoxena — Xoser — Zenenata

#### Phricanthini Diakonoff, 1981
- Chersomorpha — Phricanthes

#### Ramapesiini
- Abrepagoge — Aneuxanthis — Capua — Ditula — Epagoge — Paramesia — Periclepsis — Philedone — Philedonides — Pseudeulia

#### Schoenotenini Diakonoff, 1952 (Schoenotenidae)
- Antigraptis — Archactenis — Barygnathella — Brongersmia — Campotenes — Choristenes — Copidostoma — Cornuticlava — Diactenis — Epitrichosma — Litotenes — Metachorista — Neotenes — Oligotenes — Palaeotoma — Proactenis — Protarchella — Rhabdotenes — Rhopalotenes — Saetotenes — Schoenotenes — Tracholena — Xenotenes

#### Sparganothini Druce, 1912
- Amorbia — Coelostathma — Lambertiodes — Paramorbia — Platynota — Sparganothina — Sparganothis — Sparganothoides — Synnoma

#### Tortricini Latreille, 1803
- Acleris — Aleimma — Amboyna — Archigraptis — Beryllophantis — Cnesteboda — Croesia — Eboda — Elaeodina — Panegyra — Paracroesia — Paratorna — Pareboda — Polemograptis — Sclerodisca — Spatalistis — Stenotenes — Tortrix — Trophocosta

- New Tribus 1
- New Tribus 2 — Orthocomotis Dognin, 1905